# Avillers-Sainte-Croix
Avillers-Sainte-Croix là một xã thuộc tỉnh Meuse trong vùng Grand Est đông nam nước Pháp. Xã này nằm ở khu vực có độ cao trung bình 203 mét trên mực nước biển.